# Ipupiara
Ipupiara é um município brasileiro do estado da Bahia.

## Subdivisões

### Distritos
Ipupiara tem dois distritos: Ipupiara (sede) e Ibipetum.

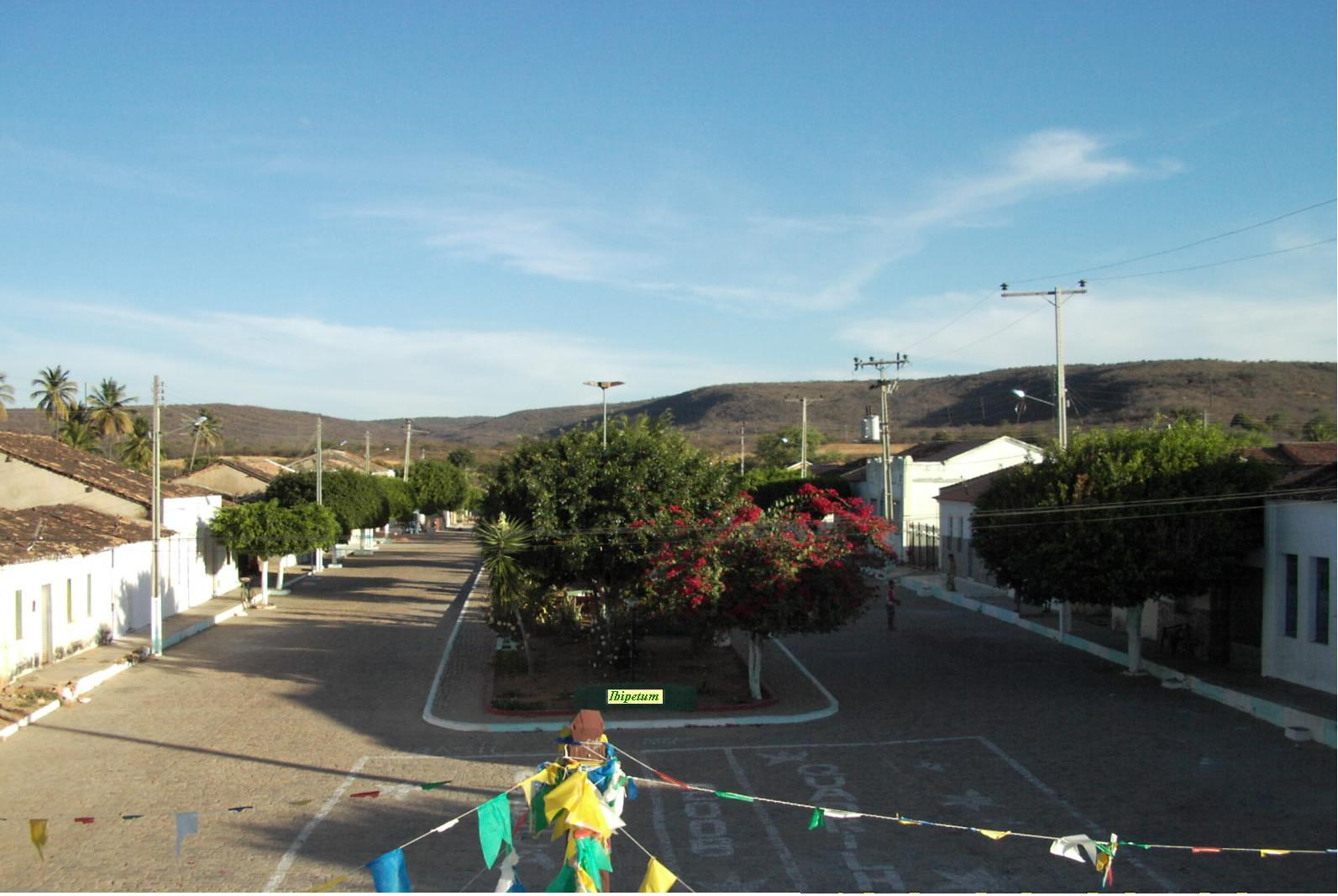
Ibipetum